# Secondo molare superiore
Il secondo molare è un elemento caratterizzato da una variabilità morfologica che porta a distinguere:
- la tipologia a 4 cuspidi, trapezoidale e decisamente simile al primo molare;
- il tipo a 3 cuspidi, con la cuspide disto-linguale attenuata o scomparsa, più simile al terzo molare.

Presenta costantemente un ponte di smalto che costituisce la cresta obliqua, che congiunge la cuspide mesio-palatale con la disto-vestibolare.
Ha un'altezza di 19 mm, di cui 7 coronali e 12 radicolari. Il diametro mesio-distale coronale è di 9 mm, mentre al colletto si restringe a 7 mm; il vestibolo-linguale misura mediamente 10 mm. La corona è dunque più piccola in tutte le sue misurazioni rispetto al primo molare.

## Disposizione e rapporti
Mesialmente prende contatto con la faccia distale del primo molare, a livello del terzo occlusale, in posizione vestibolare; distalmente entra in contatto con il terzo molare, quando presente, normalmente a livello del terzo occlusale e in posizione mediana rispetto all'asse vestibolo-palatale. Con il tempo e con l'usura dei denti i contatti diventa una superficie rotondeggiante. 

## Morfologia coronale
Vestibolarmente (quindi frontalmente) la corona ha una forma trapezoidale. 
È possibile vedere le cuspidi vestibolari, delle quali la mesiale è decisamente più grande della distale. La cuspide disto-palatale che sporge lateralmente nella tipologia a 4 cuspidi, è assente o appena accennata in quella a 3 cuspidi. La cuspide mesio-palatale, che nel primo molare si insinua in questo prospetto tra le due cuspidi vestibolari, nel secondo molare non è allineata con il solco intercuspidale vestibolare e pertanto risulta nascosta dalle cuspidi frontali.
I contorni sono concavi, con qualche differenza: il mesiale ha la sommità nel terzo occlusale, il distale nel terzo medio. La cuspide mesiale ha la costa mesiale più lunga della distale, cosicché la sommità cuspidale risulta spostata in senso distale. Il contorno cervicale è a forma di parentesi graffa a concavità occlusale, con le braccia proporzionate alle cuspidi soprastanti e l'angolo formato da uno spigolo di smalto che proietta in direzione radicolare. La superficie vestibolare è convessa, caratterizzata dalla giustapposizione delle due cuspidi che determina un solco vestibolare intercuspidale.
La faccia palatale (rivolta al palato) anche nel tipo a 4 cuspidi, è caratterizzata da una cuspide disto-palatale poco sviluppata sia in larghezza che in altezza. Raramente può essere presente il tubercolo di Carabelli.
Nel tipo a 4 cuspidi, la cuspide linguale è acuta, con la sommità spostata mesialmente per via della maggiore lunghezza della costa distale rispetto alla mesiale.
Il colletto ha una leggera convessità coronale.
Distalmente e mesialmente ha forma trapezoidale, con base minore occlusale. 
I contorni sono convessi, e presentano un cercine cervicale molto più marcato che nel primo molare. La superficie è decisamente appiattita.
La cresta marginale mesiale è spesso attraversata da un solco accessorio. 
La cuspide disto-linguale, se presente, è comunque molto piccola e la sua costa distale si confonde con la cresta marginale, per cui questo prospetto mostra sempre la cresta obliqua.
Il colletto è piuttosto appiattito.
La faccia occlusale, nel tipo a 4 cuspidi ha forma trapezoidale a base maggiore mesiale: il lato mesiale è appiattito o leggermente convesso, e attraversato da solchi accessori; il vestibolare è obliquo e presenta due convessità corrispondenti alle cuspidi; il distale è regolarmente convesso; il palatale è maggiore del vestibolare, a differenza degli altri elementi dentari, presenta le convessità relative alle cuspidi. Il tipo a 3 cuspidi ha una forma triangolare a sommità linguale.
Il rapporto tra dimensione vestibolo-palatale e mesio-distale è maggiore rispetto al primo molare: il tavolato occlusale del secondo molare è infatti molto allungato in senso vestibolo-palatale.
Le cuspidi mesiali hanno la stessa dimensione, e sono maggiori della disto-vestibolare. La cuspide disto-linguale, quando presente, è sempre la più piccola delle mesiali.
Le tre cuspidi principali formano un triangolo, i cui lati sono: costa marginale mesiale, coste cuspidali vestibolari, cresta obliqua. Per cresta obliqua si intende il ponte di smalto formato dell'allineamento delle coste interne delle cuspidi mesio-palatale e disto-vestibolare. Le cuspidi vestibolari sono separate dalle palatali da un solco principale mesio-distale, da cui originano numerosi solchi accessori ma è meno netto del primo molare, poiché il ponte di smalto è più sottile. Mesialmente il solco parte dalla fossa marginale mesiale e termina nella fossa centrale, insieme al solco intercuspidale vestibolare; distalmente origina dalla fossa marginale distale, e nel tipo a 4 cuspidi la porzione distale del solco principale è allineata al solco intercuspidale linguale, emarginando la cuspide disto-linguale che si confonde con la cresta marginale distale fino a scomparire nel tipo a 3 cuspidi.
La cresta marginale mesiale è ben sviluppata, mentre la distale è ridotta.

## Morfologia radicolare
Il secondo molare superiore è dotato di 3 radici: due vestibolari ed una palatale. Nel 46% dei casi le 3 radici possono trovarsi fuse in un unico blocco radicolare.
- La radice palatale è generalmente dritta (63% dei casi) o inclinata vestibolarmente (37%).
- La radice mesio-vestibolare è generalmente inclinata in senso distale (54%) oppure dritta (22%).
- La radice disto-vestibolare è generalmente dritta (54%), oppure inclinata lateralmente.

Presenta generalmente 3 canali (41% dei casi), uno per ogni radice. 
Nel 37% dei casi l'elemento ha 4 canali, con la radice mesiale che presenta 2 canali, che nella maggior parte dei casi originano da forami distinti della camera pulpare, ma occasionalmente può essere presente un unico forame comune ai due canali. 

## Odontogenesi
La calcificazione della corona inizia verso i 3 anni, e viene completata entro gli 8. Il dente erompe verso i 12-13 anni e la rizogenesi è completata tra i 14 e i 16 anni.